# Associazione per la donna
Associazione per la donna var en kvinnoorganisation i Italien, grundad 1896. 
Det var en av de första stora kvinnoorganisationerna i Italien, och spelade en viktig roll i kvinnorörelsen. Den upplöstes efter upplopp 1898 men återbildades 1900 och verkade sedan fram till fascismens maktövertagande. Den hade år 1920 bildat lokalföreningar över hela landet, som assisterade kvinnor med juridisk rådgivning för att hävda sina rättigheter. Den utgav ett flertal feministiska publikationer.
Det arrangerade 1917 en nationell konferens för alla italienska kvinnoorganisationer.